# Георги Крумов (бизнесмен)
Георги Боянов Крумов е български предприемач и почетен консул на Чили в България.

## Биография
Роден е на 26 август 1962 в София. Завършва руска гимназия в София и МЕИ. След 10 ноември 1989 започва работа като електронен инженер в столичен институт, който малко след това е закрит. Захваща се с частен бизнес. В първите месеци продава стоки от „Илиянци“ на сергия на бул. „Витоша“, пред ресторанта на Отечествения съюз.
Първите си по-сериозни стъпки в бизнеса прави като представител на италианската компютърна фирма „Оливети“. Година по-късно се прехвърля в голяма австрийска фирма, произвеждаща електронни системи за охрана. Натрупаният опит му помага да спечели конкурса за мениджър по продажбите в „Мобиком“, където изкарва близо две години, за да стане след това мениджър за България на компанията за автомобилни масла „Кастрол“.
Започва да внася автомобили и консумативи за тях, става вносител на „Мазда“, за известно време е представител на американските оръжейни концерни „Харис корпорейшън“ и „Локхийд Мартин“. При правителството на НДСВ купува обявеното за приватизация военно предприятие “Електрон прогрес“ – най-голямата българска компания за информационни и военни технологии за комуникация. Създател е на строителната компания „Белвю пропъртис“. Притежава едноименен хотел в Банско и хотел „Ястребец“ в Боровец.

## Бизнес империя
Георги Крумов е български бизнесмен с над 15 години опит като мениджър на представителства на водещи чуждестранни компании с бизнес в България, сред които Cable & Wireless, Burmah Castrol и British Petroleum. Управляващ директор на GBK Invest, компания която управлява инвестиции в различни сфери, както и член на надзорния съвет на застрахователя Uniqa Insurance и Uniqa Life Insurance.
От 2004 до 2008 година Георги Крумов е управляващ партньор на Equest Partners Limited – компания, която управлява най-големия частен инвестиционен фонд в България и един от най-големите фондове югоизточна Европа.
Назначен е за почетен консул на Чили в България през февруари 2005 година. Целите му като почетен консул са да представи Чили пред българското общество и да развие културните, икономическите и туристическите връзки между двете страни. 

## Скандали
В станалата публична справка на подслушвания бивш шеф от ГДБОП Иван Иванов фигурира името Георги Крумов, управляващ партньор на „Екуест“, фирмата инвеститор в Супер Боровец – проект, стартиран през 2007 г. от премиера Сергей Станишев, експремиера Симеон Сакскобургготски, министъра на регионалното развитие и благоустройството Асен Гагаузов, кмета на Самоков Ангел Николов и изпълнителния директор на инвеститора „Рила-Самоков 2004“ Георги Крумов. Проектът е лансиран през 2004 г. и подкрепен от правителството на НДСВ. 